# Ernst-Reuter-Schule (Pattensen)

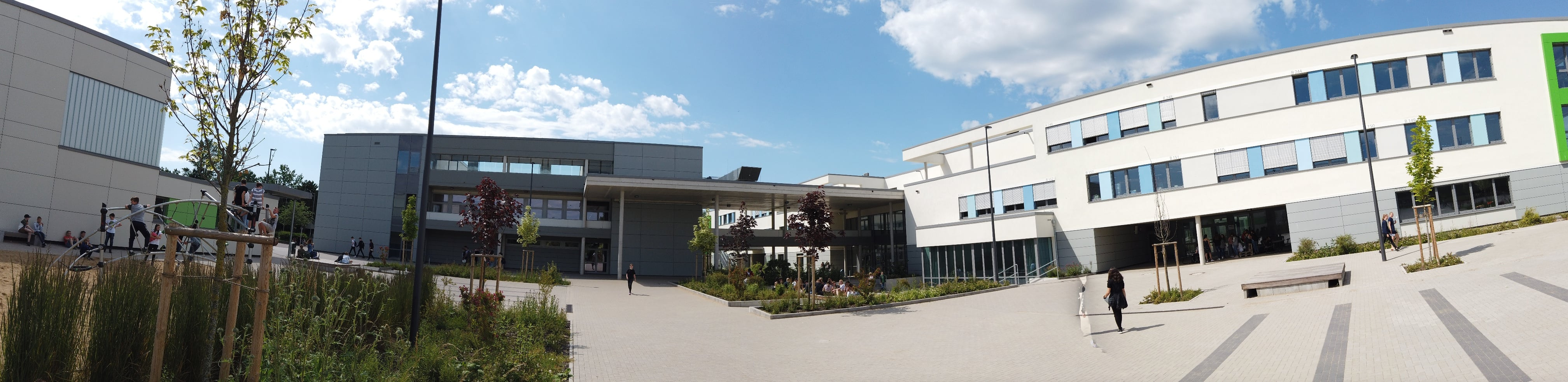

Die Ernst-Reuter-Schule / KGS Pattensen ist eine Kooperative Gesamtschule mit gymnasialer Oberstufe in Pattensen in der Region Hannover. Sie trägt seit ihrer Gründung den Namen des ehemaligen Berliner Oberbürgermeisters Ernst Reuter.

## Allgemeines
Die Schule liegt in der ländlichen südlichen Region Hannover. Sie ist die einzige weiterführende Schule im Stadtgebiet Pattensens. An ihr werden alle Abschlüsse vom Förderschulabschluss bis zum Abitur abgenommen.

## Geschichte
Die Ernst-Reuter-Schule wurde als Kreisrealschule im Februar 1969 eröffnet. Im Jahr 1975 wurde eine Sporthalle neben der Schule errichtet. Der Schüleraustausch nach St.-Aubin wurde 1976 etabliert. Im Jahr 1995 wurde die Schulform auf Beschluss des Rates der Stadt Pattensen in die einer Kooperativen Gesamtschule (KGS) geändert, um auch ein gymnasiales Angebot zu schaffen. Zum Schuljahr 2014/2015 wurde eine gymnasiale Oberstufe eingerichtet und im Jahr 2016 erstmals das Abitur abgenommen.

## Angebot
Die Schule hat das Konzept einer teilgebundenen Ganztagsschule, wobei an zwei Nachmittagen in der Woche Arbeitsgemeinschaften für die Schüler angeboten werden. An zwei weiteren Nachmittagen hingegen gibt es verpflichtende Angebote. Es gibt kreative, sportliche und musikalische Arbeitsgemeinschaften. In der kooperativen Eingangsstufe wird in den Jahrgangsstufen 5 bis 7 integrativ-schulzweigübergreifend gelernt.

## Bekannte Absolventen
- Per Mertesacker (* 1984), Fußballspieler